# جاده عشق
جاده عشق فیلمی به کارگردانی و نویسندگی رجب محمدین ساختهٔ سال ۱۳۷۲ است.

## بازیگران
- سیما تیرانداز
- علی‌اصغر گرمسیری
- جعفر والی
- فریبا کامران
- فریده سلیمانی
- مریم کاظمی
- لوریک میناسیان
- آتش تقی‌پور
- افسانه محمدی
- گراناز موسوی
- معصومه کریمی
- نسرین جمالی
- فردوس کاویانی
- مهری ودادیان
- فاطمه ثقفی
- شهرزاد مبرهن
- معصومه آقاجانی
- پرویز بشردوست
- فرخ عظیم زاده
- هوشنگ قوانلو
- پروین نیک‌سرور
- شیوا مسعودی
- مهری حسین‌زاده
- بهناز جعفری
- فاطمه هاشمی
- رؤیا مشعوف
- ملیحه فلاح
- محمدعلی دانایی
- غلامحسین شریف‌مرادی
- امیر زعفری
- مهنوش صادقی
- مژگان آراک‌خانی
- زهرا مؤمن‌آبادی
- رقیه چریکه
- شهلا صحرایی
- شیوا محجوب
- آزاده اسبقی
- علی مریوانی